# 여고괴담 4: 목소리
《여고괴담 4(死): 목소리》는 2005년에 개봉된 대한민국의 공포 영화이다. 《여고괴담 시리즈》의 네 번째 작품이다.

## 출연진

### 주인공
- 김옥빈 : 영언 역
- 서지혜 : 선민 역
- 차예련 : 초아 역

### 주요 인물
- 김서형 : 음악교사 희연 역
- 임현경 : 효정 역
- 전지애 : 화정 역
- 윤영 : 혜선 역
- 이은경 : 미희 역
- 선주연 : 진영 역
- 원애리 : 명숙 역
- 박윤경 : 은하 역
- 김성태 : 담임 교사 역
- 한채우 : 체육 교사 역
- 김정영 : 영언 어머니 역

### 단역
| - 황현경 : 외침녀/2학년 4반 - 추현경 : 싸움녀 - 장다운 : 싸움녀/2학년 4반 - 맹민희 : 싸움녀/2학년 4반 - 권한솜 : 영언 대역 - 명재은 : 영언 대역 - 임샛별 : 영언 대역 - 김보미 : 2학년 4반 - 김진하 : 2학년 4반 - 김혜미 : 2학년 4반 - 남상란 : 2학년 4반 - 류선화 : 2학년 4반 - 문수아 : 2학년 4반 - 박인영 : 2학년 4반 - 송수풀 : 2학년 4반 - 신은혜 : 2학년 4반 | - 심미희 : 2학년 4반 - 심재현 : 2학년 4반 - 오솔아 : 2학년 4반 - 우제현 : 2학년 4반 - 원유리 : 2학년 4반 - 인정은 : 2학년 4반 - 임윤정 : 2학년 4반 - 전은실 : 2학년 4반 - 조안나 : 2학년 4반 - 최수연 : 2학년 4반 - 최혜윤 : 2학년 4반 - 홍지현 : 2학년 4반 - 권한솔 : 1학년 방송반 - 김여주 : 1학년 방송반 - 최선아 : 1학년 방송반 |